# Nashville International Airport
Nashville International Airport är en flygplats i Nashville i Tennessee, USA. Flygplatsen öppnade år 1937 under namnet Berry Field Nashville, innan den år 1987 fick sitt nuvarande namn.
Nashville International Airport har IATA-koden BNA och ICAO-koden KBNA. Flygplatsen är belägen 182 meter över havet och har fyra landningsbanor.